# Avia BH-17
Avia BH-17 – czechosłowacki samolot myśliwski z okresu międzywojennego.

## Historia
W 1924 roku w wytwórni lotniczej Avia na podstawie konstrukcji samolotu Avia BH-8 i uwag, jakie władze wojskowe miały do niego, opracowano nowy samolot myśliwski oznaczony jako BH-17, który różnił się od swojego poprzednika przede wszystkim krótszymi skrzydłami, co zwiększyło jego zwrotność.
Prototyp samolotu BH-17 został oblatany w dniu 16 lipca 1924 roku. Samolot ten zyskał uznanie lotnictwa czechosłowackiego i zamówiono serię 24 samolotów tego typu, otrzymał on oznaczenie wojskowe B-17. Po zakończeniu ich produkcji zamówiono 66 samolotów, które miały być ulepszoną wersją tego samolotu. Tak poprawiony samolot otrzymał oznaczenie Avia BH-18, lecz samolot ten nie powstał, a nawet nie został wykonany jego projekt.   

## Użycie w lotnictwie
Samoloty Avia BH-17 (B-17) zaczęły być dostarczane do eskadr myśliwskich pod koniec 1924 roku, a ostatnie egzemplarze zostały dostarczone w kwietniu 1925 roku. Znajdowały się one w 32 i 34 eskadrze myśliwskiej 1 pułku lotniczego w Pradze, gdzie były użytkowane do czasu ich zużycia.

## Opis techniczny
Samolot myśliwski Avia BH-17 był dwupłatem o konstrukcji drewnianej. Kadłub mieścił odkrytą kabinę pilota, a przed nią umieszczono silnik. Napęd stanowił silnik widlasty w układzie V, 8-cylindrowy chłodzony cieczą. Podwozie klasyczne, stałe.
Uzbrojenie stanowiły 2 zsynchronizowane karabiny maszynowe Vickers kal. 7,7 mm umieszczone w kadłubie po obu stronach silnika.